# Röslau
Röslau é um município da Alemanha, situado no distrito de Wunsiedel, no estado da Baviera. Tem 29,83 km² de área, e sua população em 2019 foi estimada em 2.126 habitantes.